# Petro-Mîkolaiivka, Lutuhîne
Petro-Mîkolaiivka (în ucraineană Петро-Миколаївка) este un sat în comuna Volnuhîne din raionul Lutuhîne, regiunea Luhansk, Ucraina.

## Demografie
Componența lingvistică a localității Petro-Mîkolaiivka
     Ucraineană (74,52%)
     Rusă (24,2%)
Conform recensământului din 2001, majoritatea populației localității Petro-Mîkolaiivka era vorbitoare de ucraineană (74,52%), existând în minoritate și vorbitori de rusă (24,2%) și armeană (1,27%).